# Cavaliers de l'Apocalypse
Pour les articles homonymes, voir Cavaliers de l'Apocalypse (homonymie).

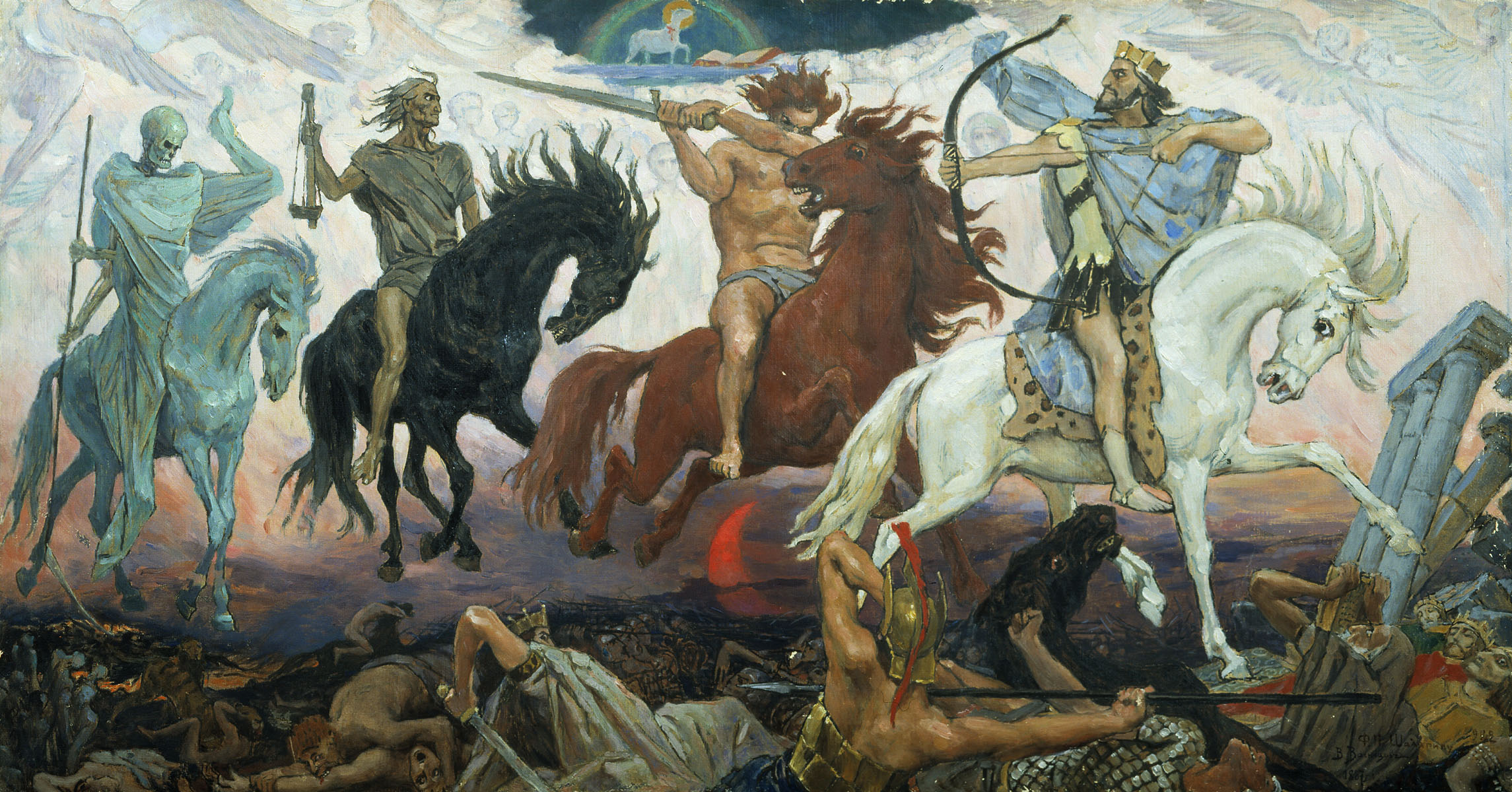
Les Quatre Cavaliers de l'Apocalypse (de gauche à droite) : Mort, Famine, Guerre et Conquête dans un tableau de 1887 par Viktor Vasnetsov. L'Agneau est visible au sommet.

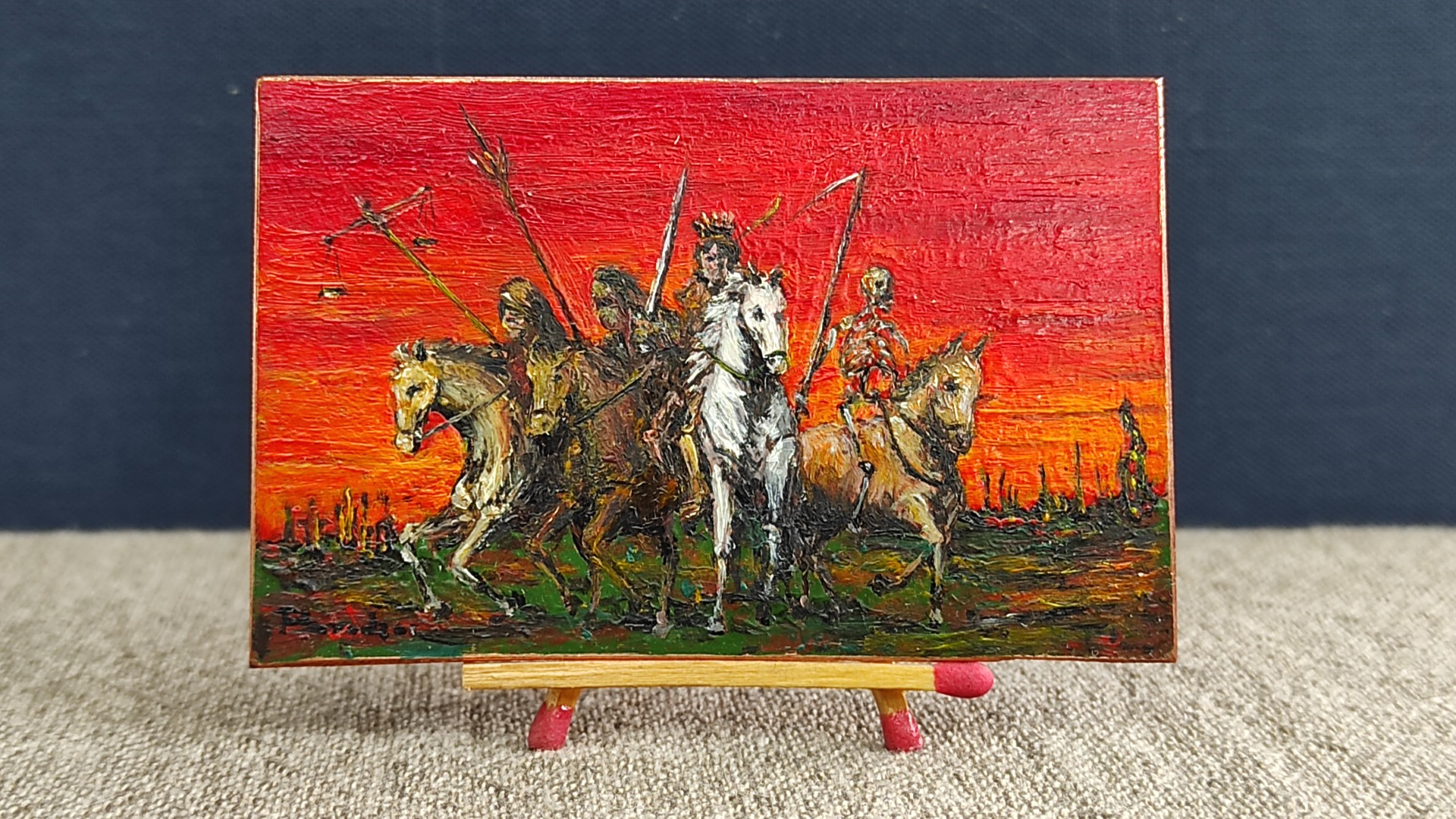
Les Quatre Cavaliers de l'Apocalypse par Paweł Brodzisz, Musée miniature de l'art professionnel Henri Jan Dominiak à Tychy.

Les Quatre Cavaliers de l'Apocalypse sont des personnages célestes et mystérieux mentionnés dans le Nouveau Testament, au sixième chapitre du livre de l'Apocalypse ; c'est du moins l'exégèse dominante depuis le XVIe siècle car, durant tout le Moyen Âge, on considérait plutôt qu'il s'agissait d'un seul cavalier montant successivement quatre chevaux,, ce cavalier étant le Christ comme le montre aussi l'iconographie de cette époque.
L'épisode a souvent été comparé à deux visions de Zacharie, un prophète de l'Ancien Testament. On ne peut cependant parler d'un midrash (ou commentaire), car Jean prend de grandes libertés avec son modèle. Ces chevauchées inaugurent le commencement de la fin du monde, car ils apparaissent lorsque l'Agneau, figure de Jésus ressuscité, ouvre les quatre premiers sceaux du « Livre de la Vie ».

Bien qu'ils paraissent se succéder dans le temps, le dernier verset suggérerait, dans le cadre de cette interprétation, que ces quatre chevauchées seraient simultanées et donc le fait de quatre personnages différents, pourvu du moins qu'on applique ce verset à l'ensemble des quatre chevauchées et non pas à la dernière : 

« Et il leur fut donné pouvoir sur le quart de la terre, pour faire périr (les hommes) par le glaive, et par la famine, et par la mortalité, et sous les bêtes (sauvages) de la terre. »

Plusieurs interprétations de la signification symbolique des cavaliers ont été émises, à différentes époques.

## Cavaliers et montures
Les cavaliers et leurs chevaux, tels qu'ils sont décrits dans l'Apocalypse :
| Couleur du cheval   | Symbolisme de la couleur | Attribut | Activité explicite                       | Symbolisme généralement retenu à l'époque moderne |
| ------------------- | ------------------------ | -------- | ---------------------------------------- | ------------------------------------------------- |
| Blanc               | Puissance ; Victoire     | Arc      | Va conquérir                             | Évangélisation ou bien Conquête                   |
| Rouge               | Sang ; Violence          | Épée     | Apporte le conflit                       | Guerre                                            |
| Noir                | Manque                   | Balance  | Augmentation du prix du blé et de l'orge | Famine                                            |
| Vert / Blême / Pâle | Peur, Maladie            | Faux     | Est suivi par les Enfers                 | Mort ou Épidémie                                  |

Voici le texte de l'Apocalypse (6, 1-8) :
« [1] Alors je vis que l’Agneau avait ouvert un des sceaux, et j’entendis l’un des quatre animaux qui disait d’une voix de tonnerre : Viens et vois.

[2] Je regardai donc, et je vis un cheval blanc, et celui qui était monté dessus avait un arc, et on lui donna une couronne, et il partit en vainqueur, pour remporter la victoire.
[3] Et lorsque l’Agneau eut ouvert le second sceau, j’entendis le second animal qui disait : Viens, et vois.
[4] Et il sortit un autre cheval qui était roux ; et celui qui le montait reçut le pouvoir de bannir la paix de la terre, et de faire que les hommes se tuassent les uns les autres ; et on lui donna une grande épée.
[5] Et quand l’Agneau eut ouvert le troisième sceau, j’entendis le troisième animal, qui disait : Viens et vois. Et je regardai, et il parut un cheval noir, et celui qui était monté dessus avait une balance à la main.
[6] Et j’entendis une voix qui venait du milieu des quatre animaux, et qui disait : La mesure de froment vaudra un denier, et les trois mesures d’orge vaudront un denier ; mais ne gâte point ni l’huile ni le vin.
[7] Et quand l’Agneau eut ouvert le quatrième sceau, j’entendis la voix du quatrième animal, qui disait : Viens, et vois.
[8] Et je regardai, et je vis paraître un cheval de couleur pâle ; et celui qui était monté dessus se nommait la Mort, et l’Enfer le suivait ; et le pouvoir leur fut donné sur la quatrième partie de la terre, pour faire mourir les hommes par l’épée, par la famine, par la mortalité, et par les bêtes sauvages de la terre. »
— Nouveau Testament, Apocalypse chap. 6, 1-8, traduction révisée par Jean-Frédéric Ostervald.

## Interprétations
Sur les « quatre animaux », voir l'article Tétramorphe.
L'ensemble de ce passage a reçu, dans le cadre de l'hypothèse de quatre cavaliers distincts, des interprétations très variées.
Certains y voient des allusions précises à une série d'événements historiques donnée, le plus souvent au Ier siècle,, mais parfois à l'époque où vit celui qui produit cette interprétation ; d'autres à une division de l'histoire en quatre parties, soit depuis le commencement du monde, ou bien depuis l'avènement de Jésus-Christ ; d'autres à une typologie symbolisant les différents fléaux qui peuvent frapper l'humanité sans qu'on ait en vue une période précise ; d'autres enfin à des réalités spirituelles sans caractère historique.
Dans le cadre de l'hypothèse plus ancienne et très différente, selon laquelle il ne s'agirait que d'un seul et même cavalier — hypothèse que reflètent les commentaires et les enluminures médiévales, où les cavaliers apparaissent parfois nimbés comme des serviteurs de Dieu — on rencontre également, selon les auteurs et les artistes, une grande variété d'interprétations, toutefois centrées en général sur l'œuvre salvatrice du Christ. Comme la série doit être homogène, et si le premier cavalier (blanc) représentait l’action du Christ ou la victoire de l'Église, il fallait que les trois autres fussent aussi des figures du Messie.
L'interprétation peut être plus spirituelle, et notamment reconnaître dans le texte une rétrospective de la vie terrestre du Messie. Pour Œcumenius, par exemple (un auteur grec mal identifié du Ve ou VIe siècle), les six premiers sceaux représenteraient les « œuvres du Christ » pour la rédemption des hommes : 1)  l'incarnation et la naissance humaine, 2) la tentation, 3) l'enseignement donné, 4) les outrages reçus, 5) la flagellation, et enfin 6) la mort en croix. Le septième sceau représente l’œuvre à accomplir, 7) la victoire sur l’Antéchrist. De même, pour Rupert de Deutz, mort en 1129, les quatre premiers sceaux représentent respectivement: 1) l'incarnation du Messie et le début de sa prédication; 2) l'hostilité  des juifs qui le livrent ensuite aux Romains, lui préfèrent le brigand Barabbas et en seront châtiés par la destruction de Jérusalem; 3) la trahison de Judas pour de l'argent, et la corruption par de l'argent des gardes du tombeau de Jésus; 4) après la glorification du Messie ressuscité, l'entrée en action du diable qui suscite au sein de l'Église le développement des hérésies. Au demeurant, pour les exégètes du Moyen Âge, ces diverses interprétations ne s'excluent pas, elles se complètent au contraire.

### Cheval blanc (conquête)
« Et je vis, et voici un cheval blanc, et celui assis sur lui ayant un arc, et il lui fut donné une couronne, et il sortit en vainqueur, et pour vaincre. »

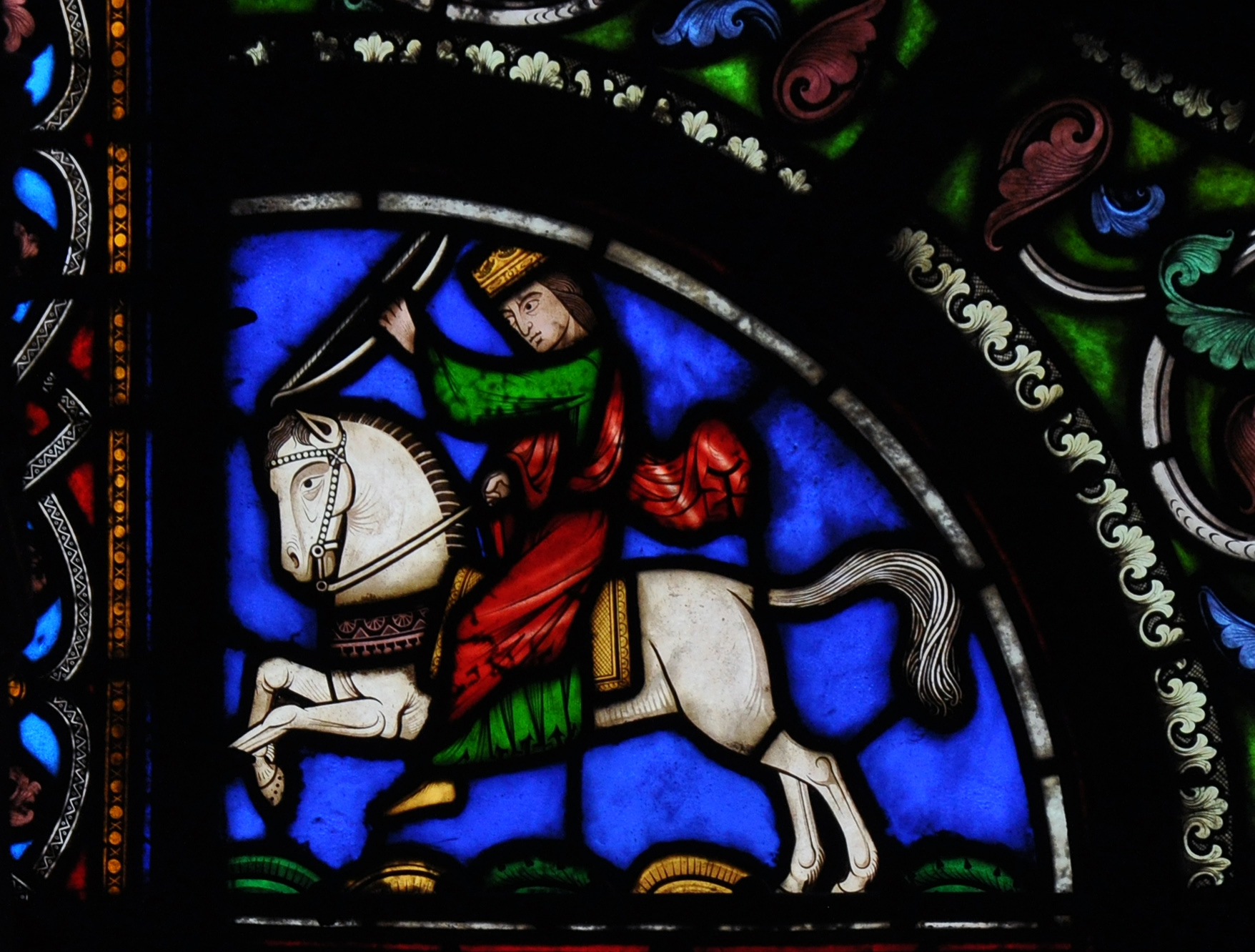
Le cavalier blanc sur un vitrail de la basilique de Saint-Denis.

Les opinions sur le premier cavalier, chevauchant le cheval blanc, sont nombreuses et contradictoires. Cela tient au fait que Jean ne nous dit pas clairement qui est l'adversaire de ce cavalier : la Bête ou les saints, le bien ou le mal ? On peut donc l'interpréter de toutes les façons.
Une majorité d'auteurs, tant anciens que modernes, catholiques, protestants ou incroyants, y ont vu le Christ (Irénée de Lyon, Victorin de Pettau, André de Césarée), ou bien la prédication évangélique triomphante (Bède le Vénérable, Albert le Grand, Ribeira, Bossuet, Bernhardt Weiss, Loisy, etc.). En effet, bien que ce premier cavalier vienne en tête d'une série de fléaux, sa couleur symbolique (leukos) est très nettement et sans ambiguïté positive ; il reçoit une couronne glorieuse (stephanos), non le diadème des tyrans, et il est vainqueur ; or, dans l'Apocalypse, le mal est très rarement qualifié de vainqueur, ce terme étant réservé à l'Agneau, aux martyrs ou aux élus. Quant à l'arc, bien qu'il n'ait pas très bonne réputation dans la Bible, où il est presque toujours associé à la guerre, ce serait une arme destinée à chasser la Bête, ainsi que l'a compris Victorin : « Le Seigneur a envoyé l'Esprit Saint, dont les paroles, par la bouche des prédicateurs, sont comme des flèches perçant le cœur des hommes, et capables de vaincre l'incrédulité ». D'ailleurs il réapparaît plus tard dans l'Apocalypse (19,11) identifié clairement au « Verbe de Dieu », quoique certains auteurs contestent l'assimilation de ces deux cavaliers.
Enfin, on peut aussi considérer que le cavalier blanc n’incarne pas nécessairement un personnage ou un fléau précis, mais plutôt un archétype symbolique annonçant un changement d’ordre cosmique. Le blanc, dans la culture médiévale, peut tout autant signifier la pureté divine que l’illusion trompeuse. Cette ambivalence renforce l’idée que ce cavalier serait une figure volontairement ambiguë, destinée à troubler le lecteur et à ouvrir la voie aux autres cavaliers, bien plus clairement destructeurs. Cette interprétation rejoint la lecture eschatologique de l’Apocalypse, où la confusion des signes est partie intégrante du message : le monde vacille, et les repères se brouillent.
D'autres auteurs, invoquant la loi des séries (les trois autres cavaliers seraient des fléaux, la guerre, la famine et la peste), pensent qu'il doit être le premier d'entre eux. Ils y voient l'expansion d'une puissance terrestre : soit l'Empire romain conquérant (dont plusieurs auteurs du Moyen Âge, puis protestants), ou bien l'Empire parthe envahissant l'Empire romain, puisque la frontière de l'Euphrate entre ces deux empires est évoquée à deux reprises dans l'Apocalypse, et que les Parthes étaient toujours représentés comme des archers à cheval. Mais ont-ils conquis "le quart de la Terre" ? Cela reste à démontrer, tandis que le christianisme, incontestablement, l'a fait.

### Cheval rouge (guerre)
« Et il sortit un autre cheval, rouge feu. Et celui assis sur lui, il lui fut donné de bannir la paix de la terre et que tous s'entretuent [ou s'entrégorgent], et il lui fut donné une grande épée [ou poignard]. »

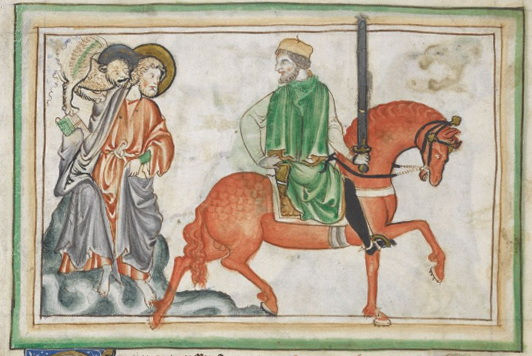
Le second cavalier, Guerre, sur le cheval rouge (miniature du XIIIe siècle d'un manuscrit de l'Apocalypse.

Le deuxième cavalier représenterait la guerre, et la couleur de sa monture, le rouge (πυρρός, de πῦρ, feu), le sang versé sur le champ de bataille. Il porte également une épée qui représente l'affrontement et le combat. Toutefois, Jean utilise ici, pour une fois, le mot macaira, au lieu de romphaia (épée) ; il a peut-être en vue un couteau ou un poignard de grande taille (megalé), ce qui s'accorderait avec l'égorgement général (sphaxousin) ; certains auteurs ont pu y voir une guerre civile, idéologique ou religieuse. Dans la récapitulation, c'est le mot romphaia qui est utilisé.

### Cheval noir (famine)
« Et je vis, et voici un cheval noir, et celui assis sur lui ayant une balance dans sa main. Et j'entendis comme une voix au milieu des quatre animaux [ou Vivants] disant : Une mesure de blé un denier, et trois mesures d'orge un denier ; et l'huile et le vin n'y fais pas dommage. »

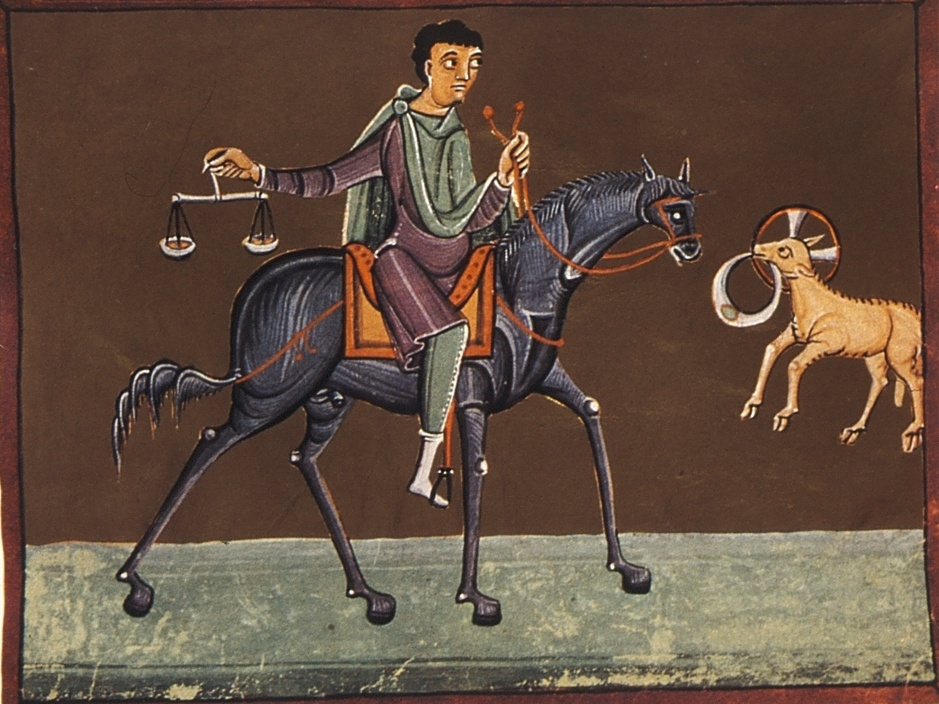
Le cavalier noir dans l'Apocalypse de Bamberg (vers l'an mil).

Le troisième cavalier, dont le cheval est noir, paraît représenter la disette. Il porte une balance qui signifie l'évaluation et donc le prix atteint par les denrées les plus caractéristiques du monde méditerranéen antique : céréales, huile et vin. Les céréales atteignent un prix exorbitant, un denier correspondant au salaire journalier d'un ouvrier antique. Selon Woodhouse (1805), il apparait "qu'au temps de Cicéron, un denier permettait d'acheter seize mesures (choinix) de blé, et vingt sous le règne de Trajan". Or dans l'Apocalypse, un denier ne permet plus d'acheter qu'une seule mesure de blé.
Quant à l'huile et au vin, il est demandé au cavalier de les épargner, c'est-à-dire, d'après le verbe grec utilisé (adikein), de ne pas leur causer de tort, de ne pas s'en prendre à eux ; c'est pourquoi beaucoup y voient une allusion à un événement historique précis, difficile à déterminer. Il pourrait s'agir d'une sécheresse, car la vigne et les oliviers résistent mieux à la chaleur que les céréales.
Un commentateur grec ancien comme André de Césarée, très spiritualiste et obsédé par les persécutions (vers l'an 610), suppose de son côté que le vin et l'huile sont épargnés parce qu'ils sont utilisés au cours des rites chrétiens. Il fait une référence explicite à la parabole du Bon Samaritain, qui soigne le voyageur blessé avec ces ingrédients (Luc, 10:34). D'après lui, il faut se servir de « l'huile de sympathie » mêlée au « vin de l’exhortation » pour aider les malheureux qui auraient succombé aux terribles menaces des persécuteurs ; il n'explique d'ailleurs ni la famine, ni le prix des denrées.

### Cheval vert ou pâle (mort ou épidémie)
« Et je vis, et voici un cheval verdâtre [ou pâle] ; et celui assis au-dessus de lui, son nom (était) la Mort, et l’Enfer (ädes) le suivait. »

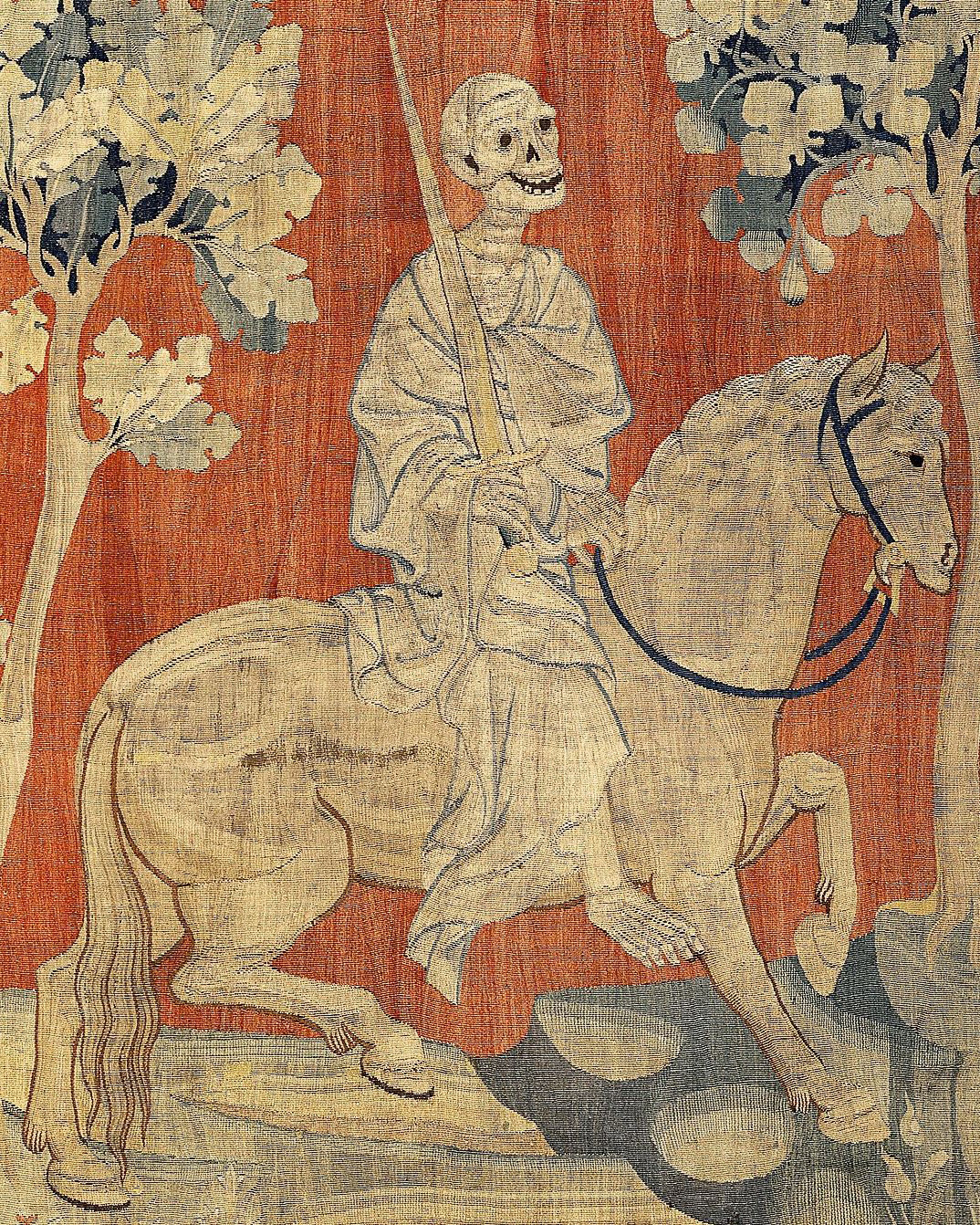
Le quatrième cavalier, Mort, sur le cheval livide. Tapisseries de l'Apocalypse d'Angers.

La description du quatrième cavalier est la plus courte des quatre, mais il est le seul qui soit clairement désigné, il se nomme « Mort ». Ce mot grec (thanatos) sert aussi à qualifier la peste. Son cheval a une couleur difficile à identifier précisément. Le texte originel grec emploie le terme de « χλωρός » (khlôros), qui ailleurs dans la Bible et spécialement dans l'Apocalypse désigne la couleur verte de la végétation (latin viride), mais qui est aussi utilisé dans le discours médical pour désigner le teint anormalement pâle d'une personne malade (latin pallidus). Ce fut le cas, par exemple, de l'empereur Constance Chlore, et ce fut la version choisie par la vulgate. 
La traduction française a varié au cours du temps. La première Bible imprimée en français (1532) indique « palle », suivie par Olivétan (1535). Ce choix est directement inspiré de pallidus, il sera concurrencé par livide. Le jaune connaîtra une certaine faveur dès la fin du XIXe siècle ; Édouard Reuss traduit chloros par jaunâtre, et explique : « Ce cheval pâle ou baillet (couleur de la maladie) n’est pas la Mort au sens propre, mais ce que le peuple appelle parfois de ce nom, la mortalité, c’est-à-dire les maladies contagieuses ». Pour Swete (1906), « xloros se rapporte ordinairement à la végétation, mais il peut aussi signifier "de pâle complexion", ici il représente la terreur devant la mort ». Le jaune est retenu par H. Oltramare et le Père Calmès (1907), parmi d’autres. Toutefois, depuis le milieu du XXe siècle, et la Bible de Maredsous (1948), le mot "vert" ou "verdâtre" semble préféré par les traducteurs, mais toujours comme une allusion à la décomposition des chairs.
Cette couleur serait donc à mettre en lien avec la notion de « pestilence ». Si l'on se réfère alors à l'étymologie grecque, au-delà des traductions et adaptations à travers les siècles, le chevalier pâle renverrait, non pas à la mort en général (chaque cavalier ayant le potentiel de la provoquer d'une manière différente des autres), mais à la maladie. Comme les trois autres cavaliers, son champ d'action semble de grande envergure, touchant toute l'Humanité. Distiller la maladie à grande échelle pourrait alors renvoyer aux phénomènes épidémiques dont il serait une allégorie. Jean est d'ailleurs en pleine conformité avec les fléaux traditionnels de la Bible, « la guerre, la famine et la peste ».
La couleur de sa monture évoquerait la peur, la maladie, la décomposition, et la mort. Il est accompagné ou plutôt suivi du séjour des morts qui clôture l'apparition des quatre cavaliers (le grec Hadès, correspondant à l'hébreu biblique Schéol).
Le cavalier n'a pas d'attribut spécifique, en dehors de son nom : "la Mort". Durant le premier millénaire, son apparence ne diffère pas des autres, il est vêtu comme eux. Mais à partir du XIIIe siècle il est fréquemment représenté sous l'aspect d'un homme décharné, voire d'un squelette. Les artistes lui donnent souvent une épée ou une lance, et depuis le haut Moyen Âge jusqu'au XVe siècle, on lui fit parfois tenir un pot-à-feu, sous l'influence d'une glose de Berengaudus, qui l'assimile au feu de la colère de Dieu durant les derniers jours [Deut. 32:22,25] ; ce passage évoque en effet les quatre fléaux, y compris les bêtes sauvages. Dürer lui assigne un trident ; par la suite, à l'époque moderne, il reçoit souvent une faux. Cet instrument aratoire n'a été inventé qu'au XVIe siècle pour remplacer la faucille, il apparait donc tardivement.

### Mission collective?
Le passage se termine par ces mots : « Alors, on leur donna pouvoir sur le quart de la terre, pour exterminer (àpokteînai) par l’épée, et par la faim, et par la mortalité (ou plus littéralement : par la mort, thanato), et sous les fauves de la terre. » La majorité des commentateurs modernes rapportent ceci à l'ensemble des cavaliers et non pas seulement au dernier, puisqu'il est écrit « il leur fut donné » (aùtoîs), d'autres faisant remarquer que cela doit s'entendre plus simplement et plus naturellement de la Mort et de l'Hadès qui l'accompagne. Mais ce court verset pose à lui seul quatre questions : la simultanéité (ou non) de leur mission, son objet, son ampleur, et la curieuse intervention des bêtes sauvages.
De fait, l'épée parait correspondre au second cavalier, la faim au troisième et la mort au quatrième. Il semblerait en découler qu'ils exercent leur mission simultanément (et non successivement) comme des signes avant-coureurs de la fin des temps. Cependant, la rupture visiblement chronologique des sceaux, soigneusement numérotés, contredit cette impression, il s'agit plutôt d'un récapitulatif général qui fixe l'étendue de leur pouvoir. L'absence de correspondance avec le premier cavalier (blanc) est étrange, sauf si l'on veut y voir la prédication évangélique, ce qui le distingue alors clairement des autres fléaux. L'ajout dans ce contexte des « bêtes (grec thèria) de la terre » reste énigmatique, même si cela reprend un lieu commun des prophéties de catastrophes dans l'Ancien Testament.
L'objet de la mission est-il de tuer, comme on le lit généralement ? Le Dictionnaire de Bailly admet une seconde acception au verbe apokteînai, celle de torturer ou tourmenter. Ainsi, la guerre, la famine et la peste pourraient éprouver les hommes sans nécessairement les tuer, surtout dans de si grandes proportions.
Enfin, l'expression « le quart de la Terre » a été diversement interprétée, soit comme une étendue géographique (ainsi les chevaux d'Ézéchiel représentent les quatre points cardinaux), ce qui fut l'interprétation de la vulgate, soit une quantité de victimes, comme dans les chapitres 8 et 9 (septénaire des trompettes) où les fléaux atteignent le tiers des créatures (8:7 à 12) ou le tiers des humains (9:15).

## Dans les arts et la culture populaire

### Représentations médiévales
- Les quatre cavaliers sont représentés dans les enluminures des commentaires de l'Apocalypse appelés Beatus (du IXe au XIIe siècle) et plus généralement dans beaucoup de manuscrits enluminés de la Bible au Moyen Âge, comme l'Apocalypse de Bamberg (vers l'an 1000).
- Ces cavaliers sont représentés à plusieurs reprises sur les tapisseries de l'Apocalypse exposées au château d'Angers (Maine-et-Loire).

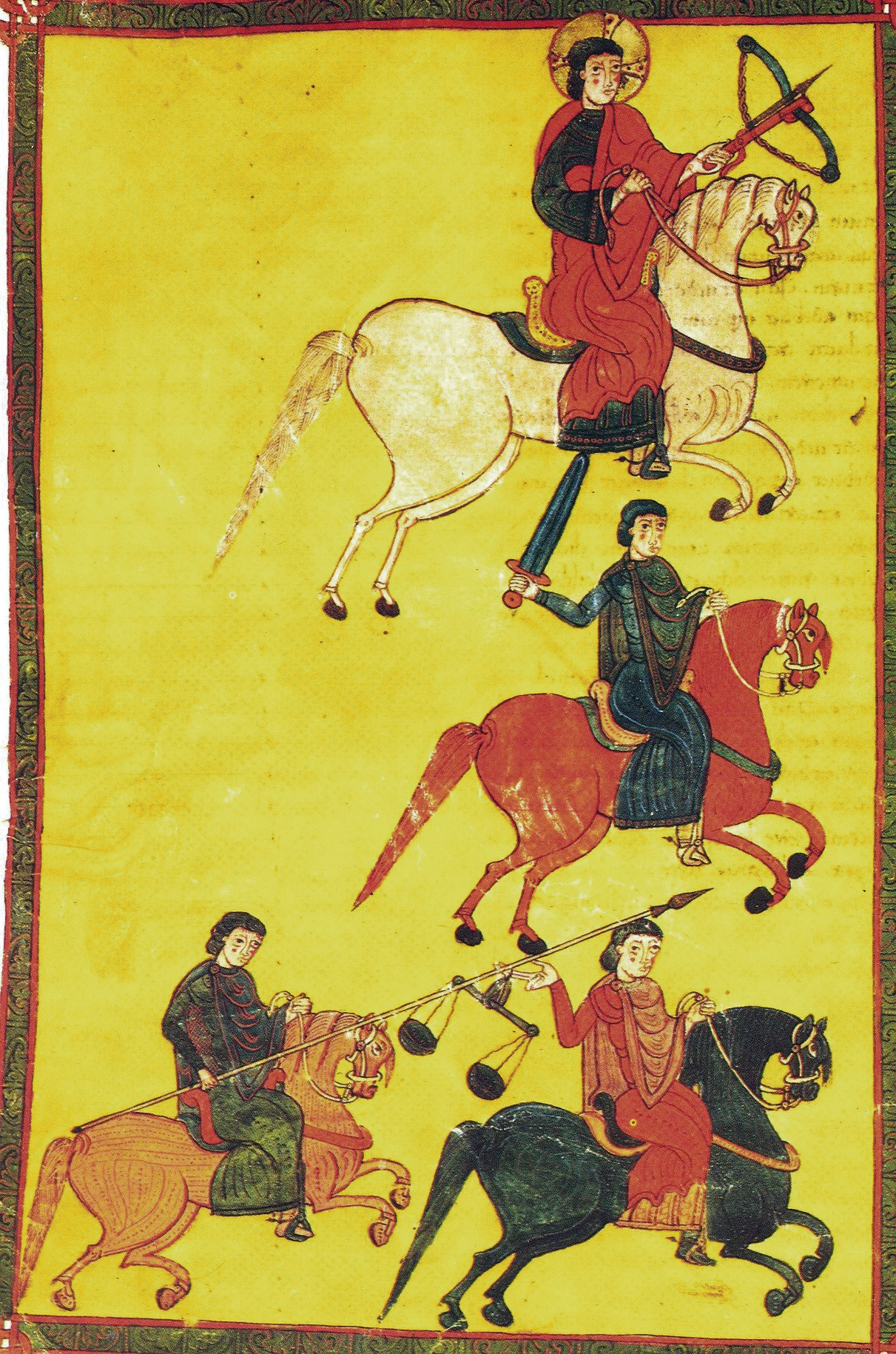
Les Quatre Cavaliers. Enluminure sur parchemin du Beatus de Facundus (1086). Bibliothèque nationale d'Espagne.
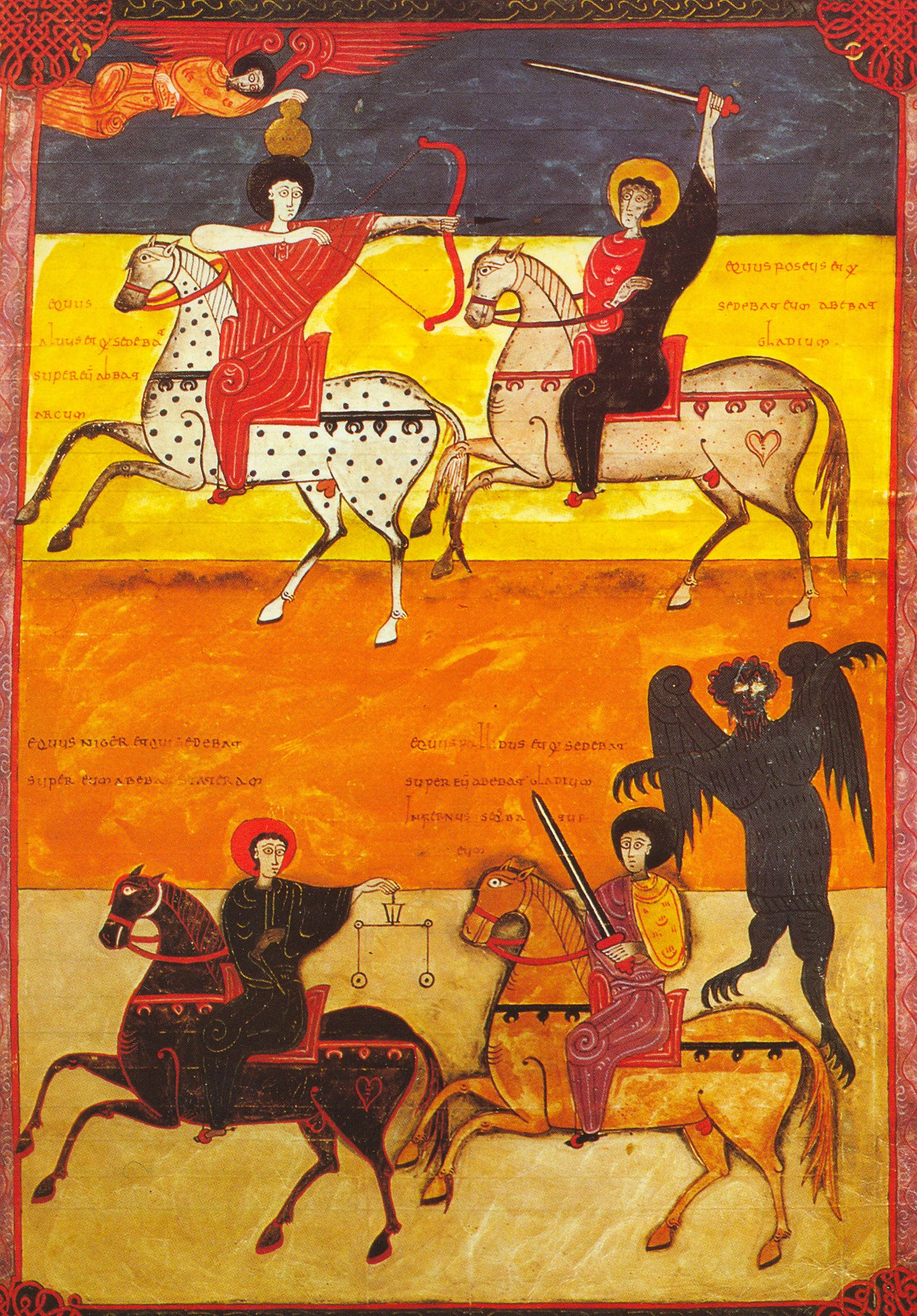
Enluminure du Beatus de Facundus (1047). Bibliothèque nationale d'Espagne.
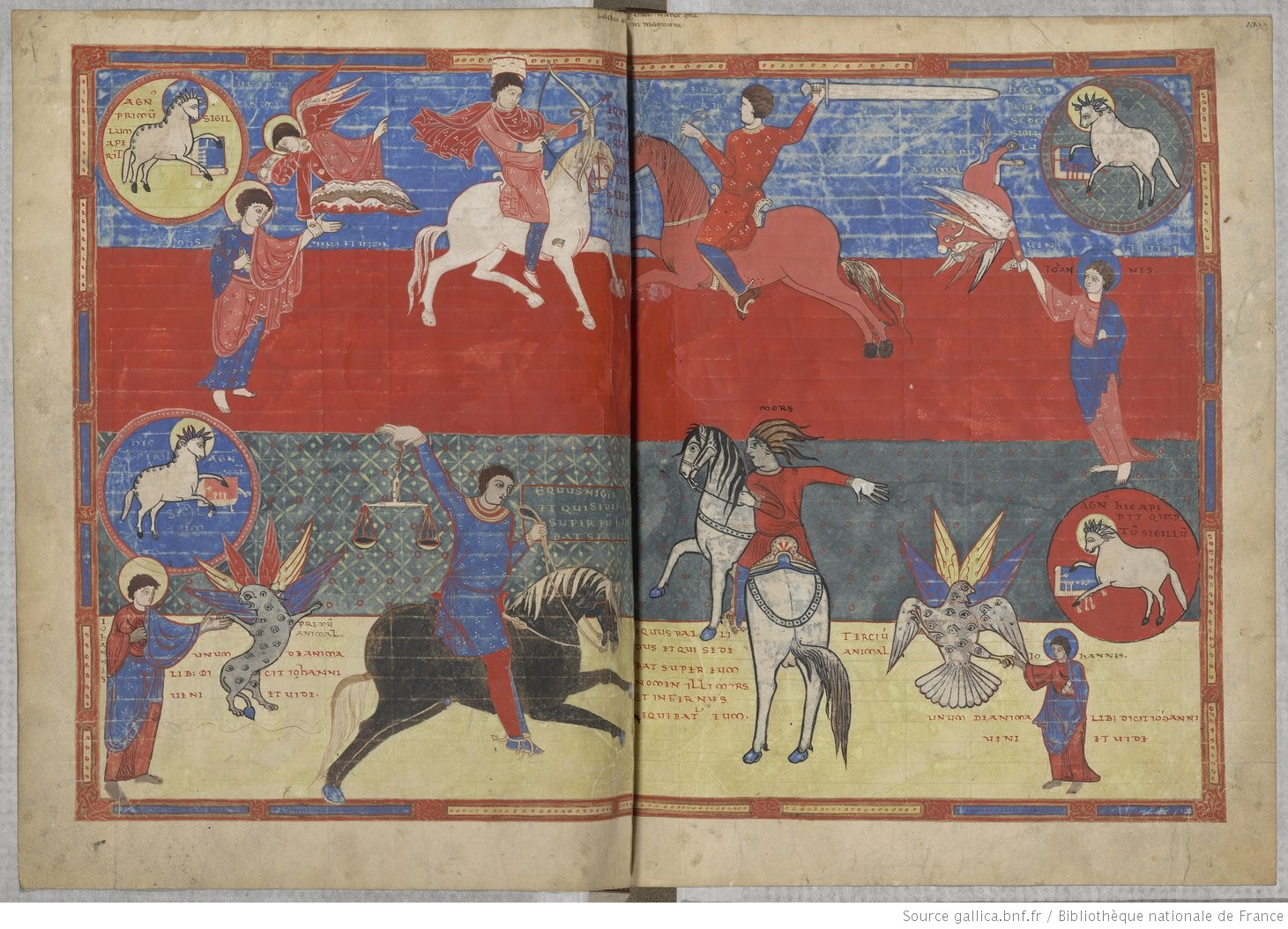
Beatus de Saint-Sever.
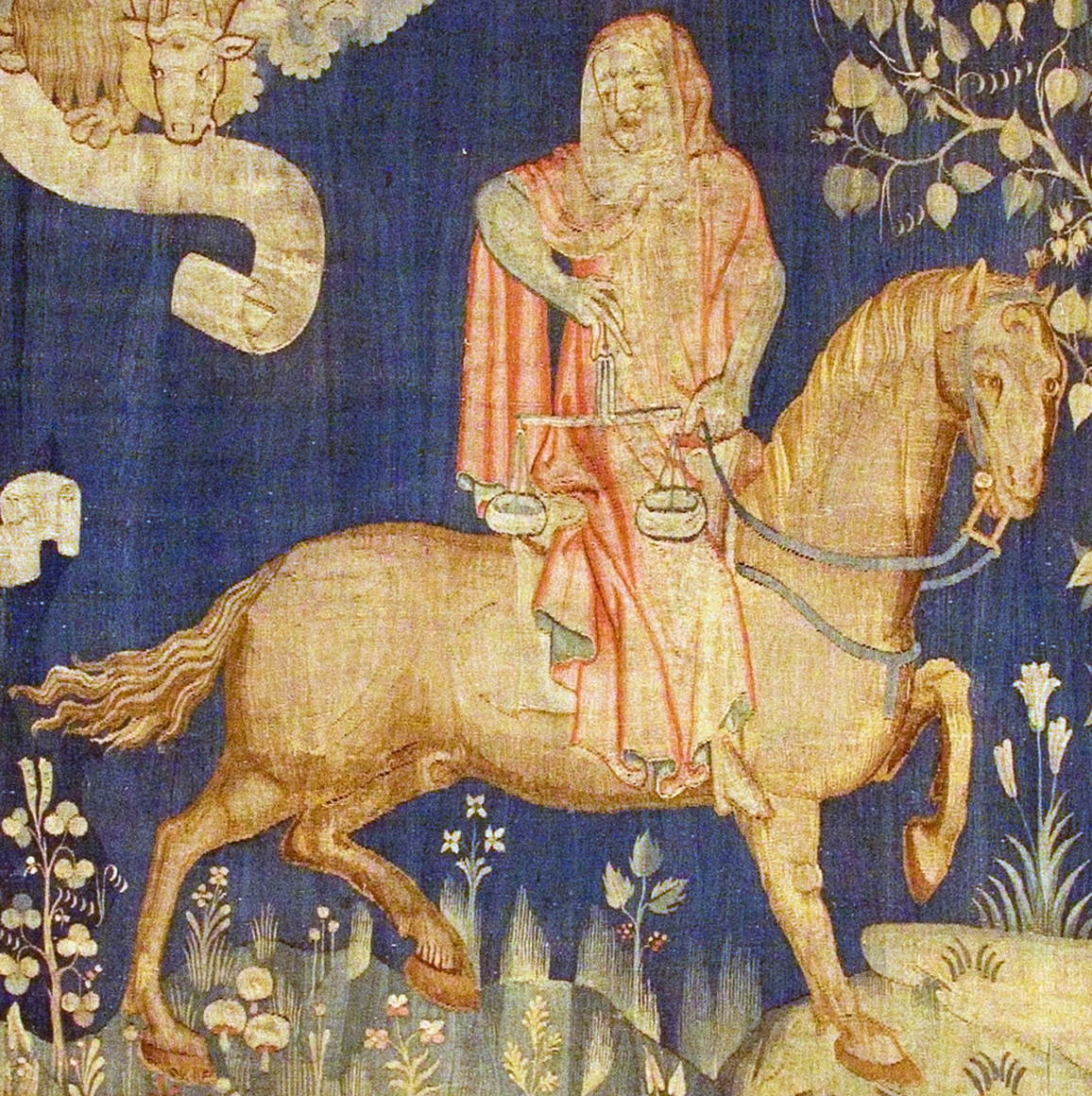
Le cavalier noir, Famine. Tapisserie de l’Apocalypse d'Angers.

### Représentations modernes

#### Iconographie

##### Gravure
- L'une des représentations les plus connues des Quatre Cavaliers est la gravure sur bois de Dürer (1498), qui marque un tournant dans la représentation et l'interprétation de ce passage, car avant lui les cavaliers ne sont pas représentés côte à côte mais l'un derrière l'autre (ou successivement). Cette nouvelle représentation, surtout justifiée par un gain de place (la totalité de l'Apocalypse étant illustrée en quatorze planches seulement, plus titre et frontispice), aura une très grande influence sur la tradition iconographique postérieure.

##### Tableau
- Le cavalier de la Mort figure dans une toile de Joseph Turner, intitulée Death on a Pale Horse (1830), ainsi que sur une gravure de Gustave Doré pour illustrer une Bible datée de 1865 (c'est le seul cavalier qu'il a représenté).
- Viktor Vasnetsov a fait une peinture un peu hiératique des quatre cavaliers qui semblent se suivre (1887).

### Représentations contemporaines

#### Littérature

##### Roman
- Dans De bons présages de Terry Pratchett et Neil Gaiman, les Quatre Cavaliers, fréquemment appelés « les Quatre » étaient Guerre, Famine, Pestilence et Mort - les auteurs séparant ainsi les attributs du quatrième cavalier en deux, et faisant disparaître le premier. Au moment de l’histoire du roman, Pestilence a pris sa retraite, ayant dû reculer devant les progrès de la médecine, et notamment la découverte des antibiotiques. Il est remplacé par Pollution, qui est beaucoup plus d’actualité. Pollution est le troisième cavalier dans le roman, et il reprend les attributs classiques du premier cavalier (le cheval blanc, la couronne).

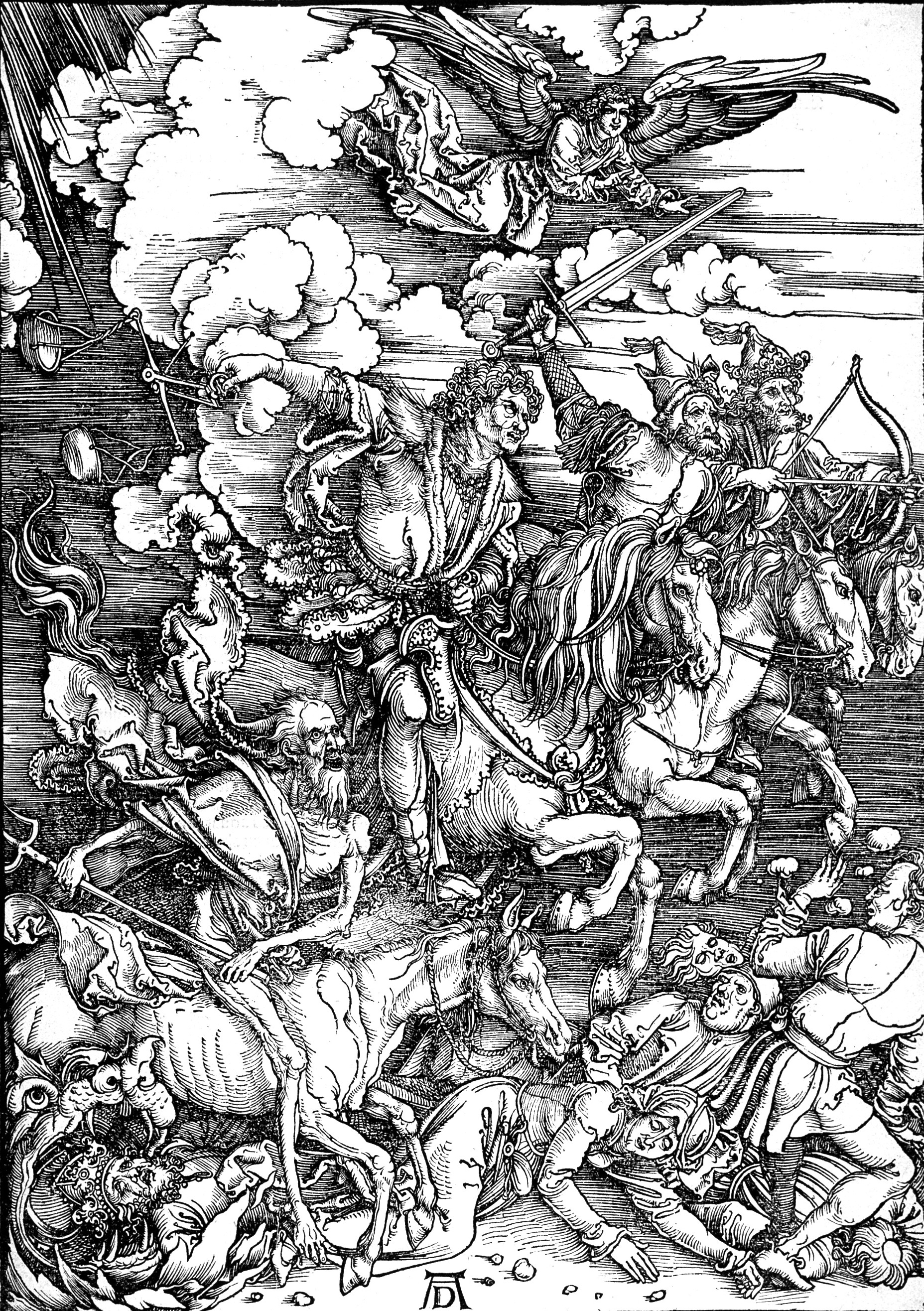
Gravure d'Albrecht Dürer représentant les Quatre Cavaliers de la série L'Apocalypse (1498).
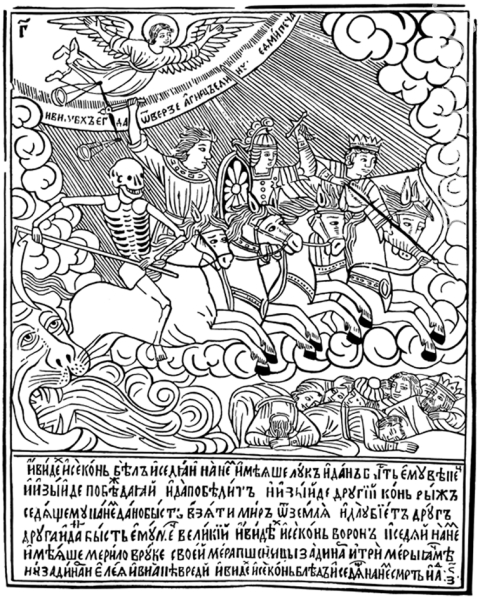
Les Quatre Cavaliers de l'Apocalypse par Vasili Koren (1692-1696).
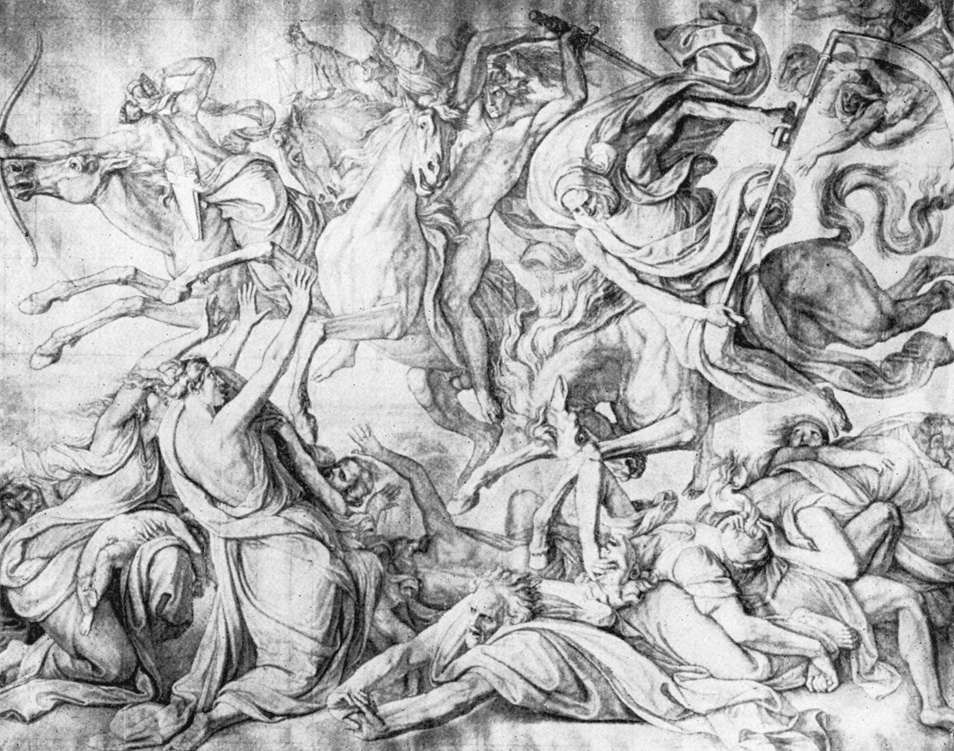
Les cavaliers de l'Apocalypse, tableau de Peter von Cornelius (vers 1845, détruit en 1945).
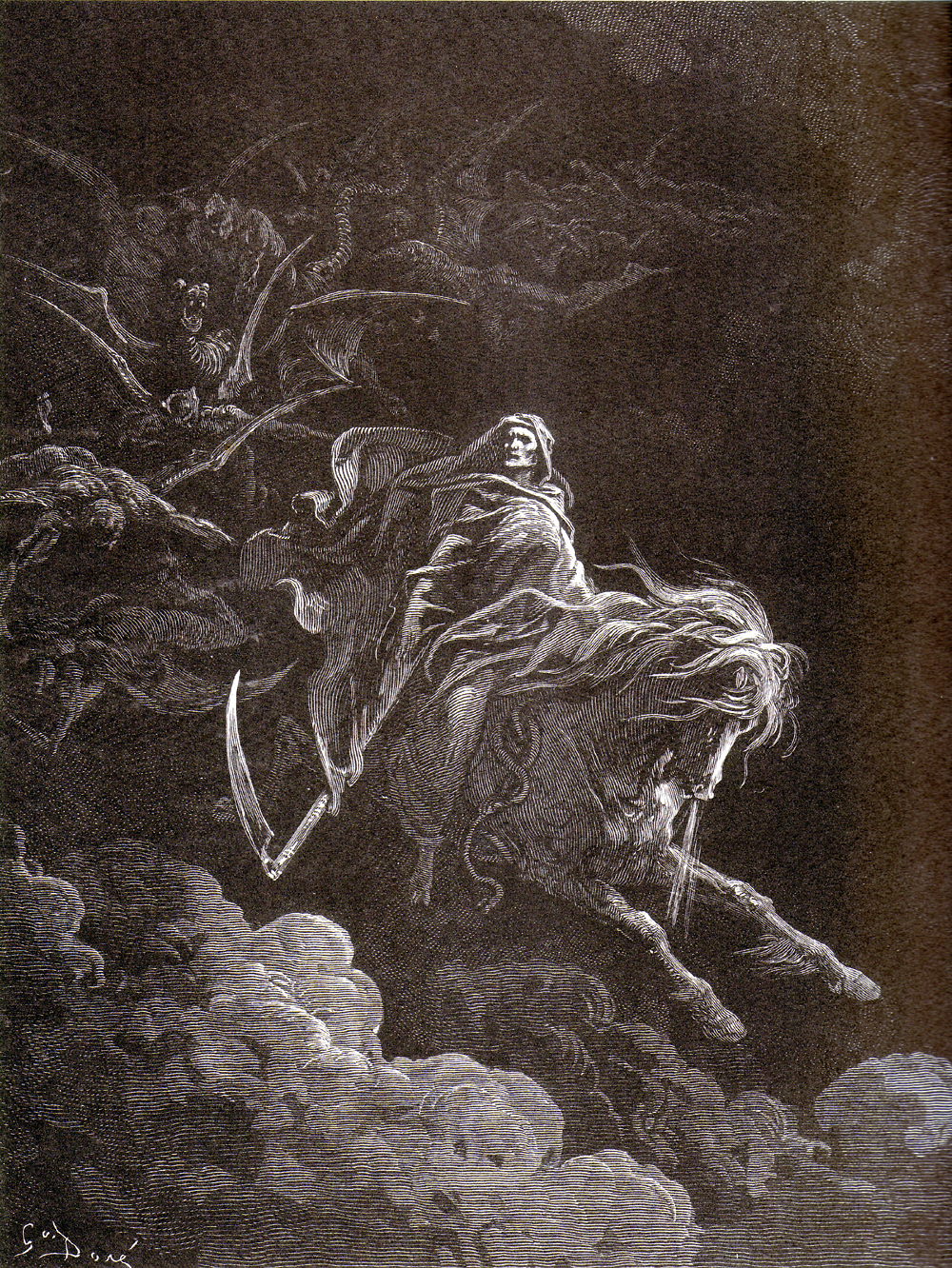
Le quatrième cavalier, celui de la Mort, sur le cheval pâle. Gravure de Gustave Doré (1865).

#### Filmographie

##### Cinéma
Dans Les Quatre Cavaliers de l'Apocalypse réalisé par Rex Ingram en 1921, le personnage principal est prévenu que les prophéties relatives à l'Apocalypse sont sur le point de se réaliser. 
Dans Les Cavaliers de l'Apocalypse de Jonas Åkerlund en 2009, un tueur s'inspire de la figure biblique des Cavaliers de l'Apocalypse.

##### Télévision

###### Série
Dans Les Simpson dans la Bible, dix-huitième épisode de la dixième saison de Les Simpson, l'épisode se termine avec les Quatre Cavaliers chevauchant le ciel.
Dans la série Supernatural, les deux protagoniste on a faire aux Quatre Cavaliers après le début de l'apocalypse lors de la cinquième saison.